# Grafton (Virginie-Occidentale)
Pour les articles homonymes, voir Grafton.
La ville de Grafton est le siège du comté de Taylor, situé dans l’État de Virginie-Occidentale, aux États-Unis. Sa population s’élevait à 5 164 habitants lors du recensement de 2010, estimée à 5 040 habitants en 2018.

## Histoire
La ville doit probablement son nom à John Grafton, ingénieur du Baltimore and Ohio Railroad. Selon d'autres versions, son nom dériverait du verbe « graft », car plusieurs voies ferrées s'y « greffent », ou de la ville anglaise de Grafton.